# 玛丽亚·特蕾西亚广场

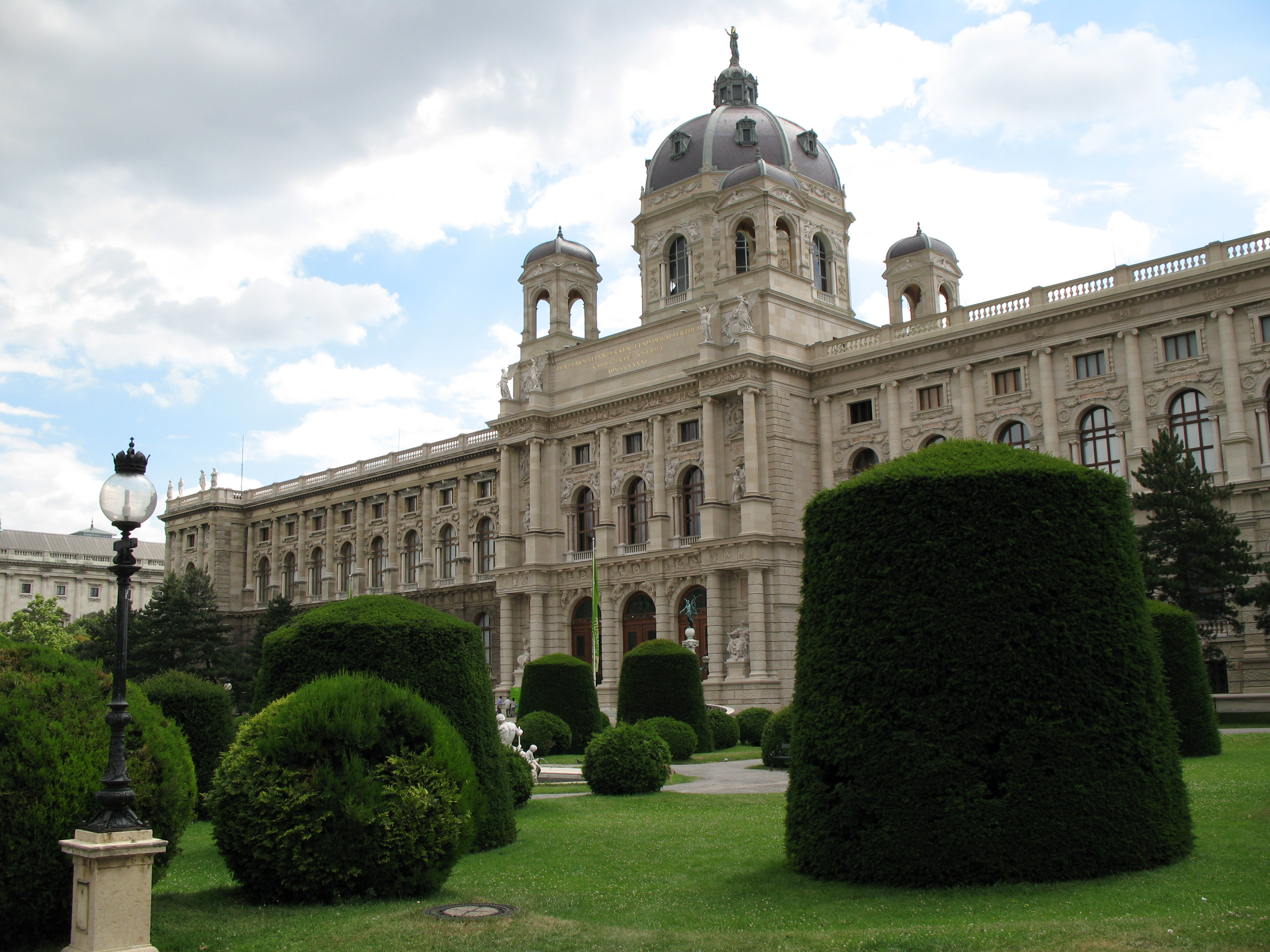
维也纳玛丽亚·特蕾西亚广场的艺术史博物馆

玛丽亚·特蕾西亚广场（Maria-Theresien-Platz）是维也纳的一个大型广场，毗邻该市的环形中心大道内环路（Ringstraße），以及博物馆区（现代艺术博物馆，位于昔日皇家马厩）。广场的两面是两幢相同的建筑物：自然史博物馆（Naturhistorisches Museum）和艺术史博物馆（Kunsthistorisches Museum）。这两座建筑物完全相同，只是前面的雕塑有所区别。自然史博物馆前装饰着当时奥地利科学界已知的各个大洲 - 非洲、亚洲、欧洲和美洲人格化雕像，而艺术史博物馆前则装饰着欧洲著名艺术家 - 例如勃鲁盖尔等人的雕塑。
两座博物馆及广场兴建于1819年，广场中心是奥地利女大公·神圣罗马帝国皇后玛丽亚·特蕾西亚的大型雕塑。广场和两座博物馆相当吸引游客 - 博物馆区展出一些有时产生争议的现代作品，而历史较久的这两座博物馆更加令人愉快，更具文化内涵。 
艺术史博物馆拥有丰富的收藏，这里有北欧大师的著名作品，例如勃鲁盖尔的《巴别塔》，以及古代世界艺术丰富的收藏。在楼梯井的屋顶是奥地利著名艺术家古斯塔夫·克里姆特所作绝妙的壁画。
自然史博物馆拥有丰富的蝴蝶和其他昆虫收藏，以及古代动物藏品 - 例如祁连山的马，爪哇犀牛和渡渡鸟残骸。这个博物馆的显微剧院很有名，显示微生物的幻灯片，它的两个蜘蛛蟹是日本天皇送给神圣罗马帝国皇帝弗朗茨·约瑟夫的礼物。在楼梯井可以看到描绘皇帝弗朗茨·约瑟夫、皇后玛丽亚·特蕾西亚和她的小型猎犬的绘画。